# Глендора (Каліфорнія)
Глендора (англ. Glendora) — місто (англ. city) в США, в окрузі Лос-Анджелес штату Каліфорнія. Населення — 52 558 осіб (2020).
Місто розташоване у 37 кілометрах на схід від Лос-Анджелеса, у долині Сан-Габріель та межує з містами Азуса на заході та Сан-Дімас на сході. Глендора має в своєму розпорядженні власні поліцейські сили, і рівень злочинності в місті дуже низький.

## Географія
Глендора розташована за координатами 34°8′44″ пн. ш. 117°50′49″ зх. д. / 34.14556° пн. ш. 117.84694° зх. д. (34.145433, -117.846961).  За даними Бюро перепису населення США в 2010 році місто мало площу 50,65 км², з яких 50,23 км² — суходіл та 0,43 км² — водойми.

### Клімат
| Клімат : Глендора     | Клімат : Глендора | Клімат : Глендора | Клімат : Глендора | Клімат : Глендора | Клімат : Глендора | Клімат : Глендора | Клімат : Глендора | Клімат : Глендора | Клімат : Глендора | Клімат : Глендора | Клімат : Глендора | Клімат : Глендора | Клімат : Глендора |
| Показник              | Січ.              | Лют.              | Бер.              | Квіт.             | Трав.             | Черв.             | Лип.              | Серп.             | Вер.              | Жовт.             | Лист.             | Груд.             | Рік               |
| Середній максимум, °C | 20,0              | 20,6              | 21,7              | 24,4              | 26,1              | 28,9              | 32,2              | 33,3              | 31,7              | 26,7              | 23,3              | 20,0              | 25,8              |
| Середній мінімум, °C  | 6,1               | 7,2               | 8,3               | 9,4               | 12,2              | 14,4              | 16,7              | 16,7              | 15,6              | 12,8              | 8,3               | 5,6               | 11,1              |
| Норма опадів, мм      | 96                | 121               | 68                | 30                | 8                 | 2                 | 0                 | 1                 | 5                 | 27                | 41                | 62                | 461               |
| --------------------- | ----------------- | ----------------- | ----------------- | ----------------- | ----------------- | ----------------- | ----------------- | ----------------- | ----------------- | ----------------- | ----------------- | ----------------- | ----------------- |
| Джерело:              |                   |                   |                   |                   |                   |                   |                   |                   |                   |                   |                   |                   |                   |

## Демографія

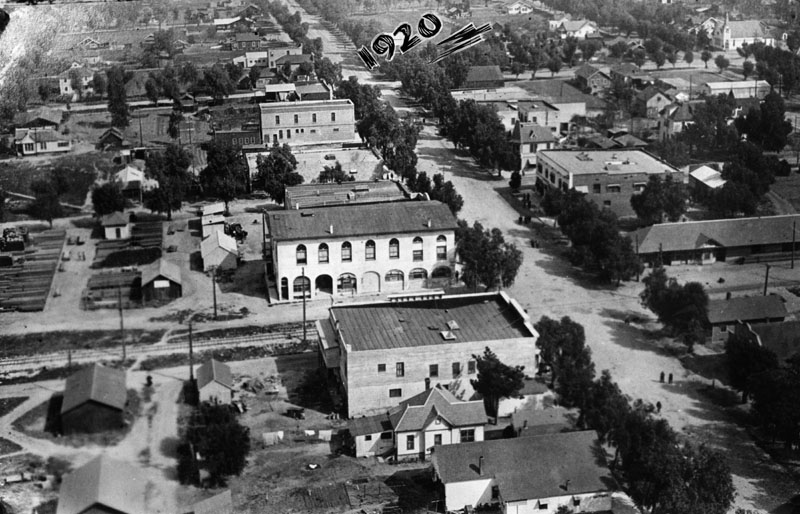
Місто Глендора, 1920 рік

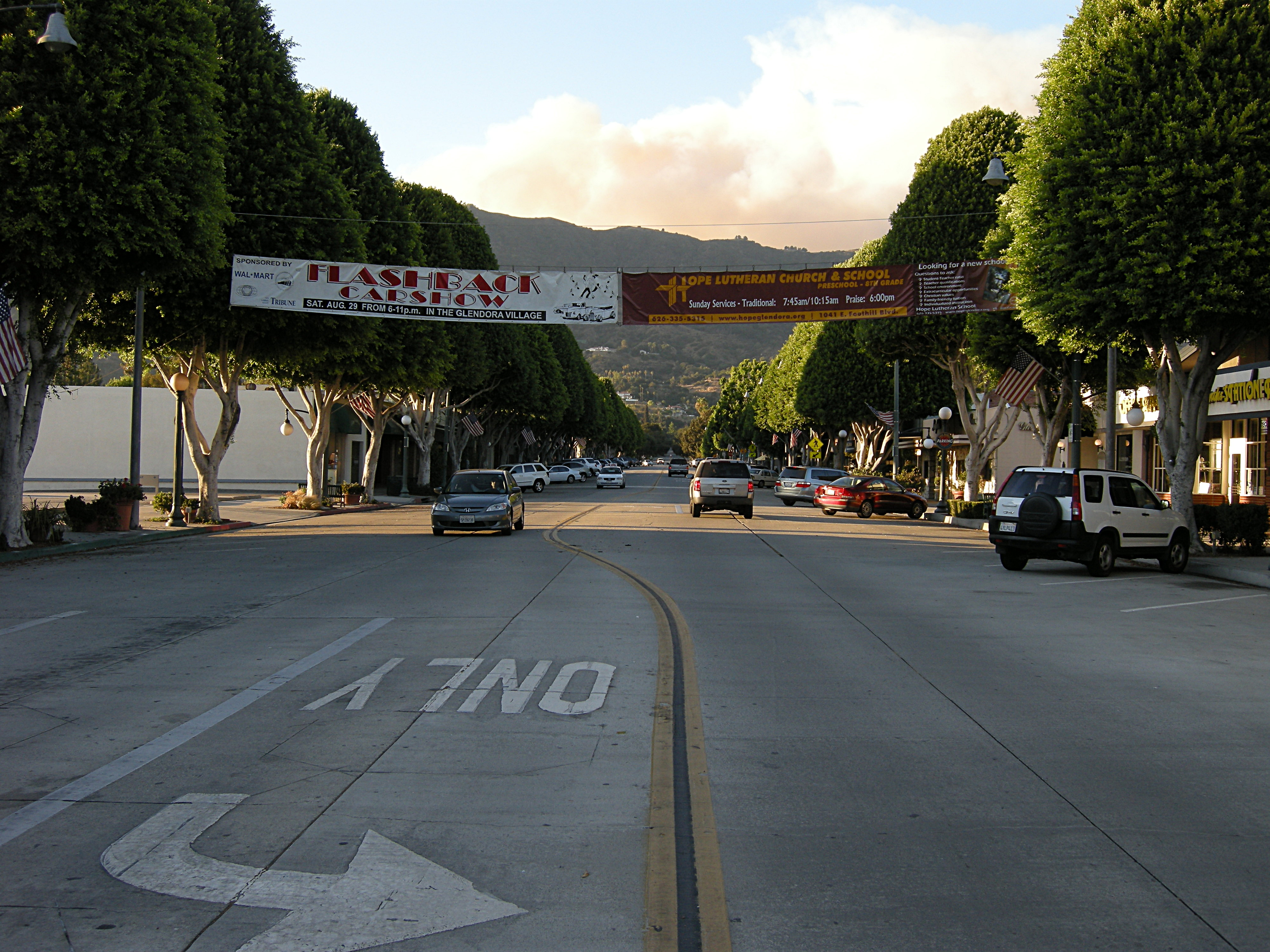
Даунтаун Глендори на тлі диму від природних пожеж в Каліфорнії 2009 року

Згідно з переписом 2010 року, у місті мешкали 50 073 особи в 17 141 домогосподарстві у складі 13 014 родин. Густота населення становила 989 осіб/км².  Було 17778 помешкань (351/км²).
Расовий склад населення:
| - 75,1 % — білих - 8,0 % — азіатів - 1,9 % — чорних або афроамериканців - 0,7 % — корінних американців - 0,1 % — вихідців з тихоокеанських островів - 9,5 % — осіб інших рас |

До двох чи більше рас належало 4,8 %. Частка іспаномовних становила 30,7 % від усіх жителів.
За віковим діапазоном населення розподілялося таким чином: 23,5 % — особи молодші 18 років, 62,4 % — особи у віці 18—64 років, 14,1 % — особи у віці 65 років та старші. Медіана віку мешканця становила 40,2 року. На 100 осіб жіночої статі у місті припадало 93,7 чоловіків;  на 100 жінок у віці від 18 років та старших — 90,0 чоловіків також старших 18 років.
Середній дохід на одне домашнє господарство  становив 95 937 доларів США (медіана — 75 148), а середній дохід на одну сім'ю — 106 272 долари (медіана — 84 435). Медіана доходів становила 65 730 доларів для чоловіків та 46 550 доларів для жінок. За межею бідності перебувало 9,4 % осіб, у тому числі 11,2 % дітей у віці до 18 років та 8,1 % осіб у віці 65 років та старших.
Цивільне працевлаштоване населення становило 23 318 осіб. Основні галузі зайнятості: освіта, охорона здоров'я та соціальна допомога — 24,8 %, роздрібна торгівля — 12,6 %, науковці, спеціалісти, менеджери — 9,8 %, виробництво — 9,0 %.

## Міста-побратими
- Моока[8]
- Мерида